# Campionati europei di aquathlon del 2016
I Campionati europei di aquathlon del 2016 (IV edizione) si sono tenuti a Châteauroux in Francia, in data 27 giugno 2016.
Tra gli uomini ha vinto l'ucraino Oleksiy Syutkin. Tra le donne ha trionfato la russa Valentina Zapatrina.
Si sono aggiudicati il titolo europeo nella categoria junior rispettivamente il francese Alexis Kardes e la ceca Simona Simunkova.
La gara Under 23 è andata al ceco Jiri Kalus e alla connazionale Tereza Zimovjanova.

## Risultati

### Élite uomini
| Pos. | Atleta            | Paese       | Nuoto    | Corsa    | Totale   |
| ---- | ----------------- | ----------- | -------- | -------- | -------- |
|      | Oleksiy Syutkin   | Ucraina     | 00:12:24 | 00:14:24 | 00:27:33 |
|      | Yegor Martynenko  | Ucraina     | 00:12:37 | 00:14:13 | 00:27:33 |
|      | Dmytro Malyar     | Ucraina     | 00:12:38 | 00:14:15 | 00:27:38 |
| 4    | Jiri Kalus        | Rep. Ceca   | 00:12:32 | 00:14:44 | 00:28:03 |
| 5    | Ognjen Stojanovic | Serbia      | 00:12:30 | 00:15:03 | 00:28:28 |
| 6    | Carl Dupont       | Francia     | 00:12:40 | 00:15:14 | 00:28:37 |
| 7    | Alexis Kardes     | Francia     | 00:12:44 | 00:15:11 | 00:28:41 |
| 8    | Cédric Oesterle   | Francia     | 00:13:18 | 00:14:47 | 00:28:51 |
| 9    | Philip Wolfe      | Regno Unito | 00:12:39 | 00:15:26 | 00:28:53 |
| 10   | Oliver Gorges     | Lussemburgo | 00:12:34 | 00:15:45 | 00:29:05 |
| 11   | Nathan Tweedie    | Regno Unito | 00:12:23 | 00:16:01 | 00:29:10 |
| 12   | Ivan Menshykov    | Ucraina     | 00:13:18 | 00:15:26 | 00:29:33 |
| 13   | Filip Vaclavik    | Rep. Ceca   | 00:12:28 | 00:16:24 | 00:29:40 |
| 14   | Stepan Zahradnik  | Rep. Ceca   | 00:12:28 | 00:16:25 | 00:29:41 |
| 15   | Jaka Kaplan       | Slovenia    | 00:13:22 | 00:16:10 | 00:30:17 |
| 16   | Mark Mandic       | Slovenia    | 00:13:44 | 00:15:53 | 00:30:28 |
| 17   | Andrey Alypov     | Russia      | 00:13:09 | 00:16:23 | 00:30:28 |
| 18   | Dmytro Shabanov   | Ucraina     | 00:13:09 | 00:16:34 | 00:30:37 |
| 19   | Sonneck Enzo      | Francia     | 00:13:18 | 00:16:46 | 00:30:51 |
| 20   | Simon Brunovsky   | Slovacchia  | 00:13:23 | 00:16:50 | 00:30:57 |
| 21   | Klemen Bojanc     | Slovenia    | 00:13:43 | 00:16:38 | 00:31:07 |
| 22   | Matthias Gourgues | Francia     | 00:13:45 | 00:16:45 | 00:31:25 |
| 23   | Rémi Fortuit      | Francia     | 00:13:43 | 00:16:54 | 00:31:28 |
| 24   | Marek Smetana     | Slovacchia  | 00:12:35 | 00:18:13 | 00:31:37 |
| 25   | Gautier Forgerit  | Francia     | 00:14:40 | 00:16:11 | 00:31:41 |
| 26   | Antonin Marcon    | Francia     | 00:14:22 | 00:16:47 | 00:31:53 |
| 27   | Oleksiy Astafyev  | Ucraina     | 00:12:27 | 00:19:01 | 00:32:19 |
| 28   | Flavien Coulaud   | Francia     | 00:15:17 | 00:16:37 | 00:32:37 |

### Élite donne
| Pos. | Atleta               | Paese       | Nuoto    | Corsa    | Totale   |
| ---- | -------------------- | ----------- | -------- | -------- | -------- |
|      | Valentina Zapatrina  | Russia      | 00:13:14 | 00:16:34 | 00:30:38 |
|      | Petra Kurikova       | Rep. Ceca   | 00:13:23 | 00:16:36 | 00:30:47 |
|      | Hannah Kitchen       | Regno Unito | 00:13:25 | 00:16:50 | 00:31:02 |
| 4    | Yuliya Yelistratova  | Ucraina     | 00:13:53 | 00:16:39 | 00:31:23 |
| 5    | Tereza Zimovjanova   | Rep. Ceca   | 00:13:49 | 00:16:52 | 00:31:30 |
| 6    | Natalie Milne        | Regno Unito | 00:13:19 | 00:17:39 | 00:31:51 |
| 7    | Ivana Kuriackova     | Slovacchia  | 00:13:22 | 00:17:47 | 00:32:07 |
| 8    | Valentyna Molchanets | Ucraina     | 00:13:53 | 00:17:32 | 00:32:18 |
| 9    | Inna Ryzhykh         | Ucraina     | 00:13:56 | 00:17:37 | 00:32:23 |
| 10   | Maryna Sokolova      | Ucraina     | 00:13:46 | 00:17:45 | 00:32:31 |
| 11   | Eva Skaza            | Slovenia    | 00:13:24 | 00:18:20 | 00:32:39 |
| 12   | Simona Simunkova     | Rep. Ceca   | 00:13:49 | 00:18:25 | 00:33:01 |
| 13   | Esra Nur Gokcek      | Turchia     | 00:13:52 | 00:18:30 | 00:33:13 |
| 14   | Jana Koradej         | Slovenia    | 00:13:49 | 00:18:43 | 00:33:28 |
| 15   | Margaryta Krylova    | Ucraina     | 00:14:07 | 00:19:00 | 00:34:07 |
| 16   | Senia Celine         | Francia     | 00:14:08 | 00:19:05 | 00:34:17 |
| 17   | Lucie Obermannova    | Rep. Ceca   | 00:14:05 | 00:19:17 | 00:34:19 |
| 18   | Nina Mandl           | Slovenia    | 00:14:14 | 00:19:42 | 00:34:46 |
| 19   | Julie Stephan        | Francia     | 00:15:26 | 00:18:32 | 00:34:51 |
| 20   | Lea Duchampt         | Francia     | 00:13:16 | 00:20:53 | 00:35:04 |
| 21   | Katja Hočevar        | Slovenia    | 00:14:57 | 00:19:34 | 00:35:25 |
| 22   | Khrystyna Salkova    | Ucraina     | 00:14:57 | 00:19:51 | 00:35:50 |
| 23   | Margaux Ortega       | Francia     | 00:14:49 | 00:20:20 | 00:36:03 |
| 24   | Charlotte Guillard   | Francia     | 00:16:32 | 00:20:50 | 00:38:16 |
| 25   | Constance Kozlowski  | Francia     | 00:16:50 | 00:21:06 | 00:38:54 |

### Junior uomini
| Pos. | Atleta            | Paese       | Nuoto    | Corsa    | Totale   |
| ---- | ----------------- | ----------- | -------- | -------- | -------- |
|      | Alexis Kardes     | Francia     | 00:12:44 | 00:15:11 | 00:28:41 |
|      | Oliver Gorges     | Lussemburgo | 00:12:34 | 00:15:45 | 00:29:05 |
|      | Stepan Zahradnik  | Rep. Ceca   | 00:12:28 | 00:16:25 | 00:29:41 |
| 4    | Mark Mandic       | Slovenia    | 00:13:44 | 00:15:53 | 00:30:28 |
| 5    | Andrey Alypov     | Russia      | 00:13:09 | 00:16:23 | 00:30:28 |
| 6    | Dmytro Shabanov   | Ucraina     | 00:13:09 | 00:16:34 | 00:30:37 |
| 7    | Klemen Bojanc     | Slovenia    | 00:13:43 | 00:16:38 | 00:31:07 |
| 8    | Matthias Gourgues | Francia     | 00:13:45 | 00:16:45 | 00:31:25 |
| 9    | Rémi Fortuit      | Francia     | 00:13:43 | 00:16:54 | 00:31:28 |
| 10   | Marek Smetana     | Slovacchia  | 00:12:35 | 00:18:13 | 00:31:37 |
| 11   | Gautier Forgerit  | Francia     | 00:14:40 | 00:16:11 | 00:31:41 |
| 12   | Oleksiy Astafyev  | Ucraina     | 00:12:27 | 00:19:01 | 00:32:19 |

### Junior donne
| Pos. | Atleta              | Paese     | Nuoto    | Corsa    | Totale   |
| ---- | ------------------- | --------- | -------- | -------- | -------- |
|      | Simona Simunkova    | Rep. Ceca | 00:13:49 | 00:18:25 | 00:33:01 |
|      | Lucie Obermannova   | Rep. Ceca | 00:14:05 | 00:19:17 | 00:34:19 |
|      | Katja Hočevar       | Slovenia  | 00:14:57 | 00:19:34 | 00:35:25 |
| 4    | Khrystyna Salkova   | Ucraina   | 00:14:57 | 00:19:51 | 00:35:50 |
| 5    | Margaux Ortega      | Francia   | 00:14:49 | 00:20:20 | 00:36:03 |
| 6    | Charlotte Guillard  | Francia   | 00:16:32 | 00:20:50 | 00:38:16 |
| 7    | Constance Kozlowski | Francia   | 00:16:50 | 00:21:06 | 00:38:54 |

### Under 23 uomini
| Pos. | Atleta          | Paese       | Nuoto    | Corsa    | Totale   |
| ---- | --------------- | ----------- | -------- | -------- | -------- |
|      | Jiri Kalus      | Rep. Ceca   | 00:12:32 | 00:14:44 | 00:28:03 |
|      | Nathan Tweedie  | Regno Unito | 00:12:23 | 00:16:01 | 00:29:10 |
|      | Ivan Menshykov  | Ucraina     | 00:13:18 | 00:15:26 | 00:29:33 |
| 4    | Filip Vaclavik  | Rep. Ceca   | 00:12:28 | 00:16:24 | 00:29:40 |
| 5    | Jaka Kaplan     | Slovenia    | 00:13:22 | 00:16:10 | 00:30:17 |
| 6    | Simon Brunovsky | Slovacchia  | 00:13:23 | 00:16:50 | 00:30:57 |
| 7    | Antonin Marcon  | Francia     | 00:14:22 | 00:16:47 | 00:31:53 |
| 8    | Flavien Coulaud | Francia     | 00:15:17 | 00:16:37 | 00:32:37 |

### Under 23 donne
| Pos. | Atleta               | Paese      | Nuoto    | Corsa    | Totale   |
| ---- | -------------------- | ---------- | -------- | -------- | -------- |
|      | Tereza Zimovjanova   | Rep. Ceca  | 00:13:49 | 00:16:52 | 00:31:30 |
|      | Ivana Kuriackova     | Slovacchia | 00:13:22 | 00:17:47 | 00:32:07 |
|      | Valentyna Molchanets | Ucraina    | 00:13:53 | 00:17:32 | 00:32:18 |
| 4    | Maryna Sokolova      | Ucraina    | 00:13:46 | 00:17:45 | 00:32:31 |
| 5    | Eva Skaza            | Slovenia   | 00:13:24 | 00:18:20 | 00:32:39 |
| 6    | Esra Nur Gokcek      | Turchia    | 00:13:52 | 00:18:30 | 00:33:13 |
| 7    | Jana Koradej         | Slovenia   | 00:13:49 | 00:18:43 | 00:33:28 |
| 8    | Margaryta Krylova    | Ucraina    | 00:14:07 | 00:19:00 | 00:34:07 |
| 9    | Senia Celine         | Francia    | 00:14:08 | 00:19:05 | 00:34:17 |